# The Husband's Message
The Husband's Message is een kort Oudengels gedicht dat bewaard is gebleven in het Exeter Book. Het gedicht telt 54 regels en bevat aan het eind een aantal runentekens. Het manuscript is enigszins beschadigd, waardoor enkele woorden uit het origineel onleesbaar zijn geworden.
De boodschap is afkomstig van een man die zijn thuisland heeft moeten ontvluchten als gevolg van een vete. In zijn nieuwe woonplaats is hij welvarend geworden en heeft hij vrienden gemaakt. Hij vraagt in het gedicht aan zijn vrouw om zich bij hem te voegen. De dichter laat in het gedicht het hout voor hem spreken. De runen aan het eind bevatten mogelijk een geheime boodschap voor de ontvanger. 